# Donzac (Tarn i Garonna)
Donzac – miejscowość i gmina we Francji, w regionie Oksytania, w departamencie Tarn i Garonna.
Według danych na rok 1990 gminę zamieszkiwało 688 osób, a gęstość zaludnienia wynosiła 52 osób/km² (wśród 3020 gmin regionu Midi-Pireneje Donzac plasuje się na 472. miejscu pod względem liczby ludności, natomiast pod względem powierzchni na miejscu 872.).